# Russell Simpson (actor)

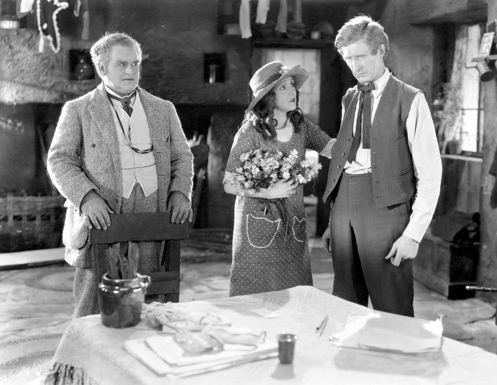
Lionel Belmore, Laurette Taylor y Russell Simpson en Peg o' My Heart (1922)

Russell McCaskill Simpson (17 de junio de 1880 -o 1877- – 12 de diciembre de 1959) fue un actor teatral, cinematográfico y televisivo de nacionalidad estadounidense.

## Biografía

### Inicios
Nacido en Danville, California, su nombre completo era Russell McCaskill Simpson. Estudió la grammar school en el Distrito de Danville, en el Condado de Contra Costa, graduándose el 2 de julio de 1892. A los 18 años de edad, Simpson se encontraba en Alaska buscando oro. Después empezó a tomar clases de interpretación en Seattle. El 19 de enero de 1910 se casó con la neoyorquina Gertrude Alter.

### Carrera
En 1909 se inició en el teatro, actuando al menos en dos obras representadas en el circuito de Broadway, en Nueva York, entre 1909 y 1912, y debutando en el cine con un pequeño papel en la película de Cecil B. DeMille The Virginian (1914). En 1923, en una nueva versión de la cinta, Simpson había progresado e interpretaba al principal malvado.
A lo largo de su carrera, Simpson trabajó doce años en shows itinerantes, compañías de repertorio y en obras representadas en Broadway. Actor de importancia en muchas películas de la época muda, usualmente Simpson no interpretaba primeros papeles, siendo uno de esos pocos el del abuelo en Out of the Dust (1920).
Simpson es sobre todo conocido por su trabajo en filmes de John Ford y, en particular, por encarnar a Pa Joad en The Grapes of Wrath en 1940. Delgado y alto, y con aspecto rústico, Simpson fue un actor de carácter familiar del público durante casi cuarenta y cinco años, particularmente como miembro de la Compañía de Actores de John Ford.
La última película en la que trabajó Simpson fue The Horse Soldiers, la décima que rodó a las órdenes de Ford. Además de actuar, Simpson fue presidente de la Overseas Phonograph Accessories Corporation.
Russell Simpson falleció en 1959 en Woodland Hills (Los Ángeles). Fue enterrado en el Cementerio Forest Lawn Memorial Park de Glendale (California).

## Filmografía

### Cine
- The Virginian, de Cecil B. DeMille (1914)
- The Old Homestead, de James Kirkwood (1915)
- Lovely Mary, de Edgar Jones (1916)
- The Feud Girl, de Frederic Thompson (Frederick A. Thomson) (1916)
- The Barrier (1917)
- The Food Gamblers (1917)
- The Girl Without a Soul (1917)
- Blue Jeans (1917)
- Salt of the Earth, de Saul Harrison (1917)
- A Weaver of Dreams, de John H. Collins (1918)
- Breakers Ahead, de Charles Brabin (1918)
- Riders of the Night (1918)
- The Uphill Path (1918)
- The Border Legion, de T. Hayes Hunter (1918)
- Oh, Johnny! (1918)
- The Challenge Accepted (1918)
- The Brand (1919)
- Bill Apperson's Boy (1919)
- The Blue Bandanna (1919)
- Fighting Cressy (1919)
- Desert Gold, de T. Hayes Hunter (1919)
- Out of the Dust (1920)
- The Deadlier Sex (1920)
- Lahoma (1920)
- The Branding Iron (1920)
- Godless Men (1920)
- Bunty Pulls the Strings (1921)
- Snowblind (1921)
- Under the Lash, de Sam Wood (1921)
- Shadows of Conscience (1921)
- Across the Deadline, de Jack Conway (1922)
- Human Hearts (1922)
- Rags to Riches, de Wallace Worsley (1922)
- Fools of Fortune (1922)
- Peg o' My Heart, de King Vidor (1922)
- The Kingdom Within (1922)
- When Love Is Young (1922)
- Hearts Aflame (1923)
- The Girl of the Golden West, de Edwin Carewe (1923)
- The Rip-Tide (1923)
- Circus Days, de Edward F. Cline (1923)
- The Huntress, de John Francis Dillon y Lynn Reynolds (1923)
- Defying Destiny (1923)
- The Virginian, de Tom Forman (1923)
- Desire (1923)
- Painted People (1924)
- The Narrow Street (1925)
- The Re-Creation of Brian Kent (1925)
- Old Shoes
- Beauty and the Bad Man, de William Worthington (1925)
- Faint Perfume, de Louis J. Gasnier (1925)
- Paint and Powder, de Hunt Stromberg (1925)
- Thunder Mountain, de Victor Schertzinger (1925)
- Why Women Love (1925)
- The Eagle, de Clarence Brown (1925)
- The Splendid Road (1925)
- Ship of Souls (1925)
- The Earth Woman (1926)
- Rustling for Cupid (1926)
- The Social Highwayman, de William Beaudine (1926)
- Lovey Mary, de King Baggot (1926)
- God's Great Wilderness (1927)
- Annie Laurie (1927)
- The Heart of the Yukon (1927)
- The Frontiersman (1927)
- The First Auto (1927)
- Now We're in the Air (1927)
- Wild Geese (1927)
- The Trail of '98 (1928)
- Life's Mockery (1928)
- The Bushranger (1928)
- Tropical Nights (1928)
- Noisy Neighbors (1929)
- Kid's Clever (1929)
- My Lady's Past (1929)
- Innocents of Paris (1929)
- The Sap, de Archie Mayo (1929)
- After the Fog, de Leander De Cordova (1929)
- The Lone Star Ranger, de A.F. Erickson (1930)
- Abraham Lincoln (1930)
- Billy the Kid, de King Vidor (1930)
- Man to Man (1930)
- The Great Meadow (1931)
- West of the Rockies (1931)
- Alexander Hamilton (1931)
- Susan Lenox (Her Fall and Rise), de Robert Z. Leonard (1931)
- Ridin' for Justice (1932)
- Law and Order (1932)
- Lena Rivers, de Phil Rosen (1932)
- Rule 'Em and Weep (1932)
- The Riding Tornado (1932)
- The Famous Ferguson Case (1932)
- Flames, de Karl Brown (1932)
- The Engineer's Daughter or, Iron Minnie's Revenge (1932)
- The Honor of the Press (1932)
- Hello Trouble, de Lambert Hillyer (1932)
- Two Lips and Juleps or, Southern Love and Northern Exposure (1932)
- The Cabin in the Cotton, de Michael Curtiz (1932)
- White Eagle (1932)
- Call Her Savage, de John Francis Dillon (1932)
- Silver Dollar, de Alfred E. Green (1932)
- Born to Fight (1932)
- Thru Thin and Thicket or, Who's Zoo in Africa (1933)
- Face in the Sky (1933)
- The Moonshiner's Daughter, de Albert Ray (1933)
- Stolen by Gypsies or Beer and Bicycles (1933)
- The Power and the Glory (1933)
- Radio Scout (1934)
- Sixteen Fathoms Deep (1934)
- Frontier Marshal (1934)
- Carolina, de Henry King (1934)
- Three on a Honeymoon (1934)
- Ever Since Eve, de George Marshall (1934)
- The World Moves On (1934)
- West of the Pecos, de Phil Rosen (1934)
- The County Chairman, de John G. Blystone (1935)
- The Hoosier Schoolmaster, de Lewis D. Collins (1935)
- Motive for Revenge (1935)
- Way Down East (1935)
- Paddy O'Day (1935)
- Man Hunt (1936)
- The Harvester (1936)
- Girl of the Ozarks (1936)
- San Francisco, de W. S. Van Dyke (1936)
- The Crime of Dr. Forbes (1936)
- Back to Nature, de James Tinling (1936)
- Ramona, de Henry King (1936)
- Wild Brian Kent (1936)
- Maid of Salem (1937)
- Green Light (1937)
- Mountain Justice, de Michael Curtiz (1937)
- That I May Live, de Allan Dwan (1937)
- Parnell (1937)
- Yodelin' Kid from Pine Ridge (1937)
- Wild West Days (1937)
- Paradise Isle (1937)
- Gold Is Where You Find It (1938)
- The Girl of the Golden West (1938)
- Sons of the Plains (1938)
- Valley of the Giants (1938)
- The Sisters (1938)
- Heart of the North (1938)
- Dodge City (1939)
- Young Mr. Lincoln (1939)
- Western Caravans (1939)
- The Bill of Rights (1939)
- Desperate Trails, de Albert Ray (1939)
- Mr. Smith Goes to Washington (1939)
- Drums Along the Mohawk (1939)
- Geronimo (1939)
- The Grapes of Wrath, de John Ford (1940)
- Virginia City, de Michael Curtiz (1940)
- Three Faces West (1940)
- Brigham Young (1940)
- Wyoming (1940)
- Camino de Santa Fe (1940)
- Tobacco Road (1941)
- Meet John Doe (1941)
- Citadel of Crime (1941)
- Bad Men of Missouri, de Ray Enright (1941)
- Wild Geese Calling, de John Brahm (1941)
- Last of the Duanes, de James Tinling (1941)
- Swamp Water, de Jean Renoir y Irving Pichel (1941)
- Nazi Agent, de Jules Dassin (1942)
- Wild Bill Hickok Rides, de Ray Enright (1942)
- Shut My Big Mouth (1942)
- Lone Star Ranger, de James Tinling (1942)
- The Spoilers, de Ray Enright (1942)
- Tennessee Johnson, de William Dieterle (1942)
- Border Patrol, de Lesley Selander (1943)
- Colt Comrades, de Lesley Selander (1943)
- Riding High, de George Marshall (1943)
- Moonlight in Vermont (1943)
- The Woman of the Town, de George Archainbaud (1943)
- Texas Masquerade, de George Archainbaud (1944)
- Roaring Guns (1944)
- Man from Frisco (1944)
- Tall in the Saddle, de Edwin L. Marin (1944)
- The Big Bonanza, de George Archainbaud (1944)
- Roughly Speaking, de Michael Curtiz (1945)
- Along Came Jones, de Stuart Heisler (1945)
- Incendiary Blonde (1945)
- They Were Expendable (1945)
- California Gold Rush (1946)
- Bad Bascomb (1946)
- Death Valley (1946)
- Pasión de los fuertes, de John Ford (1946)
- Lady Luck, de Edwin L. Marin (1946)
- My Dog Shep, de Ford Beebe (1946)
- A Boy and His Dog, de LeRoy Prinz
- The Millerson Case, de George Archainbaud (1947)
- The Romance of Rosy Ridge, de Roy Rowland (1947)
- Bowery Buckaroos, de William Beaudine (1947)
- The Fabulous Texan, de Edward Ludwig (1947)
- Albuquerque, de Ray Enright (1948)
- Coroner Creek, de Ray Enright (1948)
- Tap Roots, de George Marshall (1948)
- The Untamed Breed, de Charles Lamont (1948)
- Sundown in Santa Fe, de R.G. Springsteen (1948)
- Joan of Arc) (1948)
- Tuna Clipper (1949)
- The Beautiful Blonde from Bashful Bend (1949)
- The Gal Who Took the West (1949)
- Free for All (1949)
- The Outriders (1950)
- Wagon Master (1950)
- Saddle Tramp (1950)
- Call of the Klondike (1950)
- Comin' Round the Mountain, de Charles Lamont (1951)
- Across the Wide Missouri (1951)
- Lone Star (1952)
- Ma and Pa Kettle at the Fair (1952)
- Feudin' Fools (1952)
- Meet Me at the Fair (1953)
- The Sun Shines Bright (1953)
- Gypsy Colt (1954)
- Siete novias para siete hermanos, de Stanley Donen (1954)
- Broken Lance, de Edward Dmytryk (1954)
- Many Rivers to Cross, de Roy Rowland (1955)
- The Last Command, de Frank Lloyd (1955)
- The Tall Men, de Raoul Walsh (1955)
- Oklahoma! (1955)
- These Wilder Years, de Roy Rowland (1956)
- Friendly Persuasion, de William Wyler (1956)
- The Brass Legend, de Gerd Oswald (1956)
- The Lonely Man, de Henry Levin (1957)
- Cazador de forajidos, de Anthony Mann (1957)
- The Horse Soldiers, de John Ford (1959)

### Televisión
- Adventures of Wild Bill Hickok – serie TV, un episodio (1951)
- Cavalcade of America – serie TV, 3 episodios (1953)
- El llanero solitario  – serie TV, un episodio (1953)
- The 20th Century-Fox Hour – serie TV, un episodio (1955)
- TV Reader's Digest – serie TV, un episodio (1955)
- Crossroads – serie TV, un episodio (1956)
- Sergeant Preston of the Yukon – serie TV, un episodio  (1957)
- General Electric Theater – serie TV, un episodio (1957)
- Wagon Train – serie TV, un episodio (1957)
- The Court of Last Resort – serie TV, un episodio (1958)
- The Gray Ghost – serie TV, un episodio (1958)
- The Texan – serie TV, un episodio (1959)